# Torchlight II
Torchlight II es un videojuego de rol de acción y exploración de mazmorras desarrollado por Runic Games, lanzado para Microsoft Windows el 20 de septiembre de 2012. Es la secuela de Torchlight y cuenta con soporte multijugador peer-to-peer y capacidades extendidas de modificación. El juego fue lanzado para OS X el 2 de febrero de 2015 y para Linux el 4 de marzo de 2015. Las versiones para Nintendo Switch, PlayStation 4 y Xbox One se lanzaron el 3 de septiembre de 2019 y fueron desarrolladas por Panic Button.
"Torchlight II" tiene lugar en un mundo de fantasía donde el personaje del jugador puede ser cualquiera de las cuatro clases, cada una con habilidades y capacidades diferentes. La trama comienza con la destrucción de la ciudad de Torchlight, a manos del Alquimista del primer juego, y el personaje sigue el rastro de destrucción dejado en el camino del Alquimista mientras busca una cura para su enfermedad que lo ha vuelto loco. La secuela del primer juego originalmente iba a ser un MMORPG, sin embargo, "Torchlight II" se lanzó con soporte tanto para un solo jugador como para multijugador, ya que la compañía sintió que podrían lanzar esto mucho más rápido que el MMO planeado. El juego recibió en su mayoría críticas positivas de los críticos. Una secuela, Torchlight III, se lanzó en 2020.

## Jugabilidad
Al igual que el Torchlight original, Torchlight II presenta mazmorras generadas aleatoriamente para que el jugador las explore y numerosos tipos de monstruos a los que enfrentarse para obtener experiencia y botín. Torchlight II mantiene la misma jugabilidad básica que su predecesor, pero cuenta con áreas en superficie con múltiples ciudades centrales y una campaña más larga. Otras características nuevas incluyen ciclos de día y noche, efectos climáticos y una interfaz de usuario rediseñada. A diferencia del primer juego, en "Torchlight II" algunas armas y armaduras solo pueden ser usadas por ciertas clases, en lugar de todas. Con la capacidad de seguir diferentes construcciones únicas y personalizar la casi ilimitada cantidad de hechizos, equipo y armas, se crean combates intrincados. La exploración es amplia y vasta, con una gran cantidad de paisajes diferentes. Puedes crear combinaciones de equipo que respalden las habilidades de tu clase o elegir intentar estrategias complicadas para superar a tus enemigos. Los jugadores pueden personalizar la apariencia de su personaje con la elección de sexo, rostro, peinado y color de cabello. Además, varios elementos del primer juego regresan, como las mascotas (pero ahora con opciones ampliadas y personalización básica disponible) y la pesca. Originalmente se planeó un sistema de jubilación, similar o idéntico al del primer juego, pero fue reemplazado por el modo New Game Plus actual.
El juego presenta cuatro clases de personajes jugables. Cada clase tiene 3 árboles de habilidades para elegir, lo que permite la personalización dentro de cada clase. Las tres clases del Torchlight original no regresan como personajes jugables, en su lugar, se presentan en el mundo del juego como NPCs.

### Clases
Ingeniero: El Ingeniero (anteriormente conocido como el Ferroviario) es un luchador cuerpo a cuerpo pesado que utiliza tecnología de vapor alimentada por brasas.
Forastero: El Forastero es un nómada errante que utiliza armas a distancia y "magia menor". Árboles de habilidades: Guerra, Sabiduría, Sigilo.
Berserker: El Berserker utiliza ataques rápidos y poderes especiales inspirados en animales.
Embermage: El Embermage es una clase altamente entrenada en lanzar hechizos con ataques elementales.

### Multijugador
Como se menciona en el avance de Torchlight II, Runic Games ha anunciado que "escucharon sus ideas" y críticas con respecto al hecho de que el primer Torchlight era una experiencia solitaria sin juego cooperativo. Además del modo para un solo jugador, se ha agregado un nuevo modo multijugador cooperativo que admite tanto el juego en línea como el juego en red local. Cada partida multijugador puede alojar hasta 6 jugadores, y los objetos se generan por separado para cada jugador. Runic ha confirmado la posibilidad de PVP (jugador contra jugador) opcional. Torchlight II requiere una cuenta de Runic Games para jugar en partidas multijugador en línea.

## Argumento
Años después del final del Torchlight original, el Alquimista (uno de los tres personajes jugables en el primer juego) se corrompe debido a la Plaga de Ember que proviene del Corazón de Ordrak, el ser maligno que había sido la fuente de la corrupción bajo la ciudad de Torchlight, y luego destruye la ciudad. El personaje del jugador asume una misión para detener a este villano, que está usando el poder de Ordrak para perturbar el equilibrio entre los seis elementos del mundo.
A medida que avanza el juego, el jugador atraviesa grandes áreas geográficas, correspondientes a tres "actos" de la historia y un epílogo. El Acto I, "Rastro del Alquimista", se desarrolla en las montañosas Llanuras Estherianas, y el Acto II lleva al jugador a un desierto conocido como los Desperdicios de Mana. El Acto III tiene lugar en Grunnheim, un bosque embrujado que contiene las ruinas de una antigua civilización enana. Un Campamento Imperial sirve como ciudad del jugador.

## Desarrollo
Antes del lanzamiento del primer juego, Runic Games había anunciado planes para desarrollar un MMORPG ambientado en el mundo del juego Torchlight, que seguiría al lanzamiento del juego para un solo jugador. Sin embargo, en agosto de 2010, Runic anunció que estaban desarrollando Torchlight II, una secuela que fue concebida no solo como una forma de darle al juego soporte multijugador, sino también como una manera de que Runic "tuviera más experiencia en la creación de un Torchlight multijugador". Parte del trabajo en Torchlight II está destinado a ser utilizado en el próximo MMORPG de Runic Games, llamado Torchlight MMORPG, en el que la compañía planea enfocarse después del lanzamiento de la secuela. Originalmente, Runic Games estimaba que la versión para PC se lanzaría en algún momento de 2011, pero en noviembre de 2011, el presidente de la compañía, Travis Baldree, anunció que la fecha de lanzamiento del juego se retrasaría hasta 2012 para permitir más tiempo para pulirlo y realizar pruebas beta.
A finales de 2010, la mayor participación de Runic Games en el puerto de Xbox Live Arcade del primer juego de Torchlight causó un retraso en el desarrollo de la secuela, pero las optimizaciones de memoria y tiempo de carga desarrolladas para el puerto llevaron a mejoras en la versión para PC de Torchlight II.
A diferencia de su predecesor, Torchlight II cuenta con secuencias cinematográficas, que son producidas por Klei Entertainment, el desarrollador de juegos como Don't Starve, Eets y Shank.

### Beta cerrada
En mayo de 2012, Runic Games anunció que llevarían a cabo una prueba de estrés beta cerrada del 18 al 24 de mayo. Un número limitado de claves beta fueron entregadas a usuarios que habían creado su cuenta de Runic Games antes de la fecha de inicio de la beta.

### Editor GUTS
En abril de 2013, se lanzó un parche para Torchlight II que agregó el editor GUTS que permite a los usuarios modificar el contenido del juego y crear modificaciones de usuario. Junto con esto, se incluyó un nuevo soporte para Steam Workshop, que añadió un sistema de distribución automatizada de mods basado en el cliente de Steam al juego.

## Lanzamiento
En abril de 2012, Torchlight II estuvo disponible para precompra a través de Steam, y quienes lo precompraron recibieron el Torchlight original de forma gratuita. El 30 de agosto de 2012, el presidente de la compañía, Travis Baldree, anunció en los foros oficiales de Runic Games que el juego sería lanzado el 20 de septiembre de 2012.
Perfect World anunció que Torchlight II estaría llegando a las consolas Nintendo Switch, PlayStation 4 y Xbox One en 2019, con Panic Button a cargo de los puertos. Estas versiones para consola estaban planeadas para ser lanzadas el 3 de septiembre de 2019.

## Secuela
Tras el lanzamiento de Torchlight II, Travis Baldree y Erich Schaefer dejaron Runic Games para iniciar su propio estudio. Como resultado, la compañía se vio obligada a cancelar el juego en el que estaban trabajando y a despedir a varios empleados. En consecuencia, cambiaron su enfoque a Hob. En 2016, Max Schaefer también se marchó para fundar Echtra Games. En 2017, poco después del lanzamiento de Hob, Runic Games fue cerrada por su empresa matriz. En 2018, Max Schaefer anunció Echtra Games, que incluía a varios exdesarrolladores de Runic y Blizzard North, y estaba trabajando en Torchlight Frontiers, el MMORPG gratuito planeado de Torchlight. Después de una larga fase de alpha cerrada en 2019, Echtra Games reveló en enero de 2020 que el juego sería completamente rebrandeado como Torchlight III, una continuación más tradicional de los juegos anteriores. Torchlight III sería un juego de pago como sus predecesores y se eliminarían todas las microtransacciones de la versión F2P del título.

## Recepción

### Recepción de la crítica
Torchlight II recibió críticas favorables; en el sitio web de reseñas agregadas Metacritic, el juego obtiene una puntuación general de 88 sobre 100 basada en reseñas de 67 críticos profesionales.
Aunque el juego original Torchlight recibió críticas positivas, la falta de modos multijugador fue una crítica casi universal del título por parte de críticos y fanáticos por igual.
Game Informer declaró que "Torchlight II es un excelente juego sin importar cómo lo veas... el margen entre [este y Diablo III] es muy estrecho, y tengo que darle el reconocimiento a Torchlight II". IGN elogió el juego diciendo que "Torchlight II no hace nada radicalmente nuevo, pero hace todo increíblemente bien. Encaja todas las piezas de un comportamiento de monstruo variado, objetos interesantes, diseño de habilidades excelente y sorpresas aleatorias en una fórmula casi perfecta, donde la acción nunca se detiene y las recompensas nunca están lejos". GameTrailers elogió el bajo precio del juego, diciendo que "es una aventura pulida que justifica fácilmente su razonable precio de $20". Una de las críticas al juego es la falta de innovación. GameSpot afirmó, "Torchlight II no innova y no sorprende, y el género podría necesitar una infusión de nuevas ideas para mantenerse vital".

### Ventas
El juego vendió más de 1 millón de copias en 2012. Hasta 2015, el juego ha vendido casi 3 millones de copias.